# Боевая улица (Астрахань)
Боева́я у́лица — одна из самых длинных улиц центральной части Астрахани, проходит через территорию Кировского и Советского районов города на левом берегу Волги. Начинается у Канала имени Варвация и сквера Гейдара Алиева от набережной Приволжского затона и идёт с северо-запада на юго-восток, пересекая площадь Свободы, Узенькую улицу, улицы Жана Жореса, Донбасскую, Бакинскую, Ахшарумова, Богдана Хмельницкого, Николая Островского, Пороховую, Моздокскую, Ширяева, Сахалинскую, 1-ю Высоцкую, Туркменский переулок, улицы Городскую, Сельсоветскую, Курмангазы, Алёшина и Тернопольскую и заканчивается, переходя в Аэропортовское шоссе около реки Царёв.
Улица застроена зданиями разных стилей и эпох: имеются современные торговые центры и построенные в 2000-е и 2010-е годы дома, дореволюционные купеческие дома, частный сектор, и на большую часть хрущёвская и сталинская застройки, панельные дома брежневской и горбачёвской эпох. 
Весной 2018 года произошло частичное обрушение единственного памятника архитектуры на Боевой улице — дома 20/25 на пересечении с Бакинской улицей.

## История
До 1920 года называлась Татар-Базарной или улицей Татарского базара, затем была переименована в Боевую. Это название сохранялось до 1968 года, когда её переименовали в честь пятидесятилетия Всесоюзного ленинского коммунистического союза молодёжи (ВЛКСМ). Предыдущее название было восстановлено в 1989 году.

## Застройка
- дом 20/25 —  памятник архитектуры Дом жилой с лавками (начало XX в.)